# Miranda Hart
Miranda Hart, nome artístico de Miranda Katherine Hart Dyke é uma actriz, escritora e comediante inglesa. Ela fez aparições em várias comédias britânicas, até estrelar seu próprio sitcom Miranda (2009–2015), exibido pela BBC, e a série Call the Midwife, da BBC One. Hart é de origem aristocrática, mas não se considera da classe alta.
Em 2015, fez sua estréia em Hollywood no filme Spy, ao lado de Melissa McCarthy.